# Iosi Havilio
Iosi Havilio (Buenos Aires, 1974) è uno scrittore e traduttore argentino.
Ha esordito nel 2006 con il romanzo Opendoor, pubblicato dalla Entropía, una piccola casa editrice di Buenos Aires; l'opera è stata accolta entusiasticamente dalla critica sudamericana e spagnola, con citazioni da parte di Beatriz Sarlo, Rodolfo Fogwill e Martin Schifino. Successivamente il romanzo è stato pubblicato in Spagna (per la Caballo de Troya), nel Regno Unito (per And Other Stories) e in Italia (per Caravan Edizioni).
In seguito Havilio ha partecipato all'antologia Buenos Aires/Escala 1:1 (Entropía, 2008) e all'edizione spagnola de La Joven Guardia (Belacqua, 2009).
Nel 2010 pubblica la sua seconda opera, Estocolmo, edita da Random House Mondadori.